# Marie Victoire De Fornari Strata
Marie Victoire De Fornari Strata (Gênes, 1562 - Gênes, 15 décembre 1617) est une religieuse italienne fondatrice de l'ordre de la Très Sainte Annonciation et reconnue bienheureuse par l'Église catholique.

## Biographie
Victoire Fornari naît à Gênes en 1562, septième des neuf enfants de Jérôme Fornari et Barbara Veneroso, une famille riche et profondément pieuse. Elle se fait bientôt remarquer par sa piété et ressent le désir de se consacrer à Dieu ; mais à l'âge de 17 ans, ses parents la marie le 21 mars 1579 avec Angelo Strata, gentilhomme génois. De nombreux enfants naissent de cette union : Angèle, Barbara, Joseph, Léonard et Alexandre. Pendant l'été 1587, alors que Victoire attend son sixième enfant ; son mari est atteint d'une grave infirmité et meurt le 30 novembre 1588. Le bébé est nommé Angelo comme son père puis Victoire tombe dans une sorte de dépression. En priant dans sa chambre devant un tableau représentant la Sainte Famille, elle voit le tableau s'animer et la Vierge lui parler pour la consoler. Elle retrouve bientôt la paix et fait la rencontre du père Bernardin Zanoni, jésuite, qui la dirige vers une vie d'ascétisme, en particulier par l'oraison silencieuse. Elle participe à la messe quotidienne, récitant régulièrement le petit office de la Sainte Vierge et le rosaire. En 1597, son avant-dernier fils meurt à l'âge de dix ans. Angèle, l'aînée, prend l'habit religieux chez les chanoinesses de Latran bientôt rejointe par Barbara. C'est ensuite son fils Joseph qui entre chez les minimes suivi de Léonard et d'Angelo, âgé de seulement 15 ans. Victoire est donc plus libre pour se consacrer aux pauvres et aux maladesg.
En 1600, elle décide de fonder un ordre monastique avec clôture religieuse stricte et spécialement dédiée à la Vierge ; mais la fondation ne se concrétise qu'au début de 1603. Trois jeunes pénitentes de Zanoni désirent faire partie du projet. Victoire achète une maison et commence les travaux pour l'adapter au monastère. Le Père Zanoni écrit les constitutions religieuses suivant la règle de saint Augustin qui sont approuvées le 15 mars 1604 par le pape Clément VIII. Le 5 août, le cardinal Spinola donne l'habit aux cinq premières religieuses : Victoire Fornari garde son prénom en le faisant précéder de celui de Marie comme toutes les religieuses. La robe est blanche, avec scapulaire, manteau et sandales bleues. Pour cette raison, elles sont rapidement connues sous le nom de sœurs célestes ou sœurs turquines (bleu foncé en italien). Le 7 septembre est célébrée la profession religieuse des premières sœurs. Il est décidé que les vœux religieux seraient renouvelés tous les 25 mars pour la fête de l'Annonciation. Les clercs réguliers de Somasque deviennent les confesseurs ordinaires du nouvel institut. En 1611, la Mère Marie Victoire n'est pas réélue a priori à cause de son état de santé. Elle meurt en 1617 et elle est béatifiée par Léon XII le 21 septembre 1828. Son corps repose dans le monastère de Gênes de Serra Ricò .